# Аграматизм
Аграматизм (грец. α — не і γραμμα — літера) — вид порушення мови і мислення при деяких нервово-психічних захворюваннях. Хворі, зберігаючи здатність вимовляти окремі слова, неспроможні зв'язувати їх у синтаксично правильно побудовані речення. Мова таких хворих набуває своєрідного характеру («телеграфний стиль») або зовсім безладна.